# Algophobie
Algophobie (von altgriechisch ἄλγος álgos, deutsch ‚Schmerz‘ und φόβος phóbos, deutsch ‚Angst‘, auch Agliophobie, Knidophobie, Odynophobie) bezeichnet die krankhafte Angst vor Schmerzen oder Situationen, die Schmerzen auslösen oder auslösen können. Sie gehört zu den spezifischen Angststörungen. Dies führt zu einer Vermeidungshaltung gegenüber Orten oder Situationen, die mit Schmerzen verbunden sind. Beispiele hierfür sind zum Beispiel Arztbesuche, Orte und Gegenstände, die zu Verletzungen oder Schmerzen führen können. Auch Gedanken und Gespräche über Schmerzen werden versucht zu vermeiden. Meist werden die Schmerzen dabei subjektiv stärker wahrgenommen, als dies in der Realität der Fall ist.